# Marcelo Zalayeta
Marcelo Danubio Zalayeta (født 5. december 1978 i Montevideo, Uruguay) er en uruguayansk tidligere fodboldspiller (angriber). Han spillede for blandt andet Danubio og Peñarol i hjemlandet, samt for Juventus og Napoli i Italien. Han vandt tre uruguayanske mesterskaber med Peñarol og tre italienske mesterskaber med Juventus.

## Landshold
Zalayeta spillede i årene mellem 1997 og 2005 33 kampe for Uruguays landshold, hvori han scorede 10 mål. Han repræsenterede sit land ved Copa América i 1999 samt ved FIFA Confederations Cup 1997.